# Blaberus fusiformis
Blaberus fusiformis es una especie de insecto blatodeo de la familia Blaberidae. Comparte con el resto de sus congéneres Blaberus uno de los mayores tamaños entre las cucarachas.

## Distribución geográfica
Se la puede encontrar en Brasil, Bolivia, Paraguay y Argentina.

## Sinónimos
- Blabera fusiformis Walker, 1868